# Baumweg (Naturschutzgebiet)
Baumweg ist der Name eines Naturschutzgebietes in der niedersächsischen Gemeinde Emstek im Landkreis Cloppenburg. Das Naturschutzgebiet ist nach dem gleichnamigen Waldgebiet benannt.

## Allgemeines
Das Naturschutzgebiet mit dem Kennzeichen NSG WE 061 ist rund 61 Hektar groß. Es ist größtenteils gleichzeitig als FFH-Gebiet „NSG Baumweg“ ausgewiesen. 37,5 Hektar des Naturschutzgebietes bilden außerdem das 1998 ausgewiesene Naturwaldreservat „Urwald Baumweg“. Das zunächst 57,8 Hektar große Gebiet steht seit dem 30. Juni 1938 unter Naturschutz. Die Naturschutzverordnung wurde 2018 aktualisiert und das Gebiet dabei u. a. durch die Einbeziehung einer bis dahin nicht unter Naturschutz stehenden Fläche innerhalb des Gebietes auf rund 61 Hektar vergrößert. Zuständige untere Naturschutzbehörde ist der Landkreis Cloppenburg.

## Beschreibung
Das Naturschutzgebiet liegt nordöstlich von Cloppenburg auf einem Geestrücken im Westen des Naturparks Wildeshauser Geest. Es stellt einen alten Buchen-Eichenwald mit Stiel- und Traubeneiche sowie Hainbuche als dominierende Baumarten mit teilweise weit über 200 Jahre alten Bäumen unter Schutz. Neben Eiche und Hainbuche ist auch die Rotbuche ein hier oft vorkommender Laubbaum, der allerdings erst nach dem Zweiten Weltkrieg verstärkt durch Aufforstungen in den Wald eingebracht wurde. Die Stechpalme ist zahlreich vertreten. Teilbereiche der Wälder sind als Hainsimsen-Buchenwälder ausgeprägt, kleinflächig ist auch Moorwald zu finden. Der als Naturwald ausgewiesene Bereich weist historische Hutewaldstrukturen aus. Rund 28 Hektar des etwa 38 Hektar großen Naturwaldbereichs wurden auch schon deutlich vor der Unterschutzstellung im Jahr 1938 nicht mehr forstwirtschaftlich genutzt. Teile des Naturwaldes gingen in den Nachkriegsjahren durch die Nutzung als Brennholz bzw. Reparationshiebe verloren.
Die Wälder im Naturschutzgebiet werden nicht bewirtschaftet. Sie verfügen über einen hohen Anteil an Alt- und Totholz. Der Wald hat große Bedeutung für höhlenbrütende Vogelarten, holzbewohnende Insekten und Pilze, darunter Schwefelporling, Eichen-Feuerschwamm, Eichen-Wirrling und Riesenporling, sowie Moose und Flechten. Der Wald ist Lebensraum des Eremiten.
Das Gebiet ist vollständig von weiteren Waldgesellschaften des Waldgebietes „Baumweg“ umgeben. Im Süden grenzt es an die Bundesstraße 213.